# Restitutionsediktet
Restitutionsediktet fra 1629 var et forsøg fra Ferdinand II på at genoprette den religiøse og territoriale tilstand efter Freden i Augsburg (1555). "Den kirkelige reservation" forbød sækularisering af katolsk land. Efter 1555 kunne intet katolsk område overgå til protestantisk kontrol. Efter en årrække med svage kejsere, skete der imidlertid ikke længere nogen håndhævelse af den kirkelige reservation. Denne mangel på kejserlig autoritet fik flere fyrster til at verdsliggøre deres besiddelser.
"Restitutionsediktet" var et forsøg på at sikre, at den kirkelige reservation blev efterlevet. Det fik virkning i de sækulariserede ærkebispedømmer Bremen og Magdeburg, i 12 bispedømmer og i over 100 kirkelige stiftelser. Ediktet medførte et omfattende skift af magt og besiddelser fra protestanterne til katolikkerne. Tusindvis af protestanter flygtede til protestantisk ledede stater.
Den største påvirkning skete i det nordøstlige Tyskland. Det var her, at Ferdinands indflydelse havde været mindst. Ferdinand udnævnte kejserlige administratorer til at overtage de sækulariserede fyrstendømmer og byer, og genoprettede kejserdømmets magt i et område, der havde unddraget sig den kejserlige autoritet i næsten 100 år. Ferdinands handlinger blev dårligt modtaget af de tyske fyrster, og skabte også uro i Frankrig, selv om Ferdinand formelt havde juraen på sin side.
De tyske fyrster var magtesløse. Deres Protestantiske koalition var blevet knust, og Wallenstein kunne mønstre en massiv hær til sikring af den kejserlige autoritet.
Ironisk nok brød Wallenstein sig ikke om ediktet, fordi det gik på tværs af hans egen religionsopfattelse, men han spillede sin rolle som kejserens mand. Han udtalte, at "han ville lære kurfyrsterne bedre manerer. De må være afhængige af kejseren, og ikke omvendt." Ferdinand ville have bifaldet de ord. Fyrsternes svar var at samle sig om kurfyrst Maximilian I af Bayern, for at presse Ferdinand til at afskedige Wallenstein.
Deres chance kom i 1630, da Ferdinand indkaldte kurfyrsterne til møde i Regensburg, fordi han gerne ville have sin søn – der også hed Ferdinand – kronet som Tysk-romersk konge (og dermed arving til kejserriget). Ironisk nok for en mand med så megen magt, krævede loven, at han skulle have kurfyrsterne til at stemme om, hvem der skulle efterfølge ham. Ferdinand håbede også på, at kurfyrsterne ville gå med til en større kejserlig indblanding i Trediveårskrigen.
John Georg I af Sachsen og Georg Wilhelm af Brandenburg (der begge var protestanter) holdt sig væk i protest mod Restitutionsediktet. De tilstedeværende kurfyrster ræsonnerede, at de ikke havde meget at opnå ved yderligere indblanding i krigen. Maximillian anmodede alligevel Ferdinand om at afskedige Wallenstein.
For at få kurfyrsterne med sig, fyrede Ferdinand Wallenstein i august 1630, dog sådan, at Wallenstein fik lov til selv at trække sig tilbage for ikke at tabe ansigt. Afskedigelsen af den mest magtfulde militærperson i Europa var en stor sejr for kurfyrsterne, og mødet i Regensburg må have virket som et nederlag for Ferdinand.
Alt dette blev overskygget af, at Gustav Adolf gik i land i Pommeren i juli 1630 med 4.000 mand. Ingen kendte hans hensigter, men uden Wallenstein måtte Ferdinand snart søge hjælp hos Maximillian og Tilly endnu en gang.